# Wahlkreis Cerignola (Camera dei deputati)
Der Wahlkreis Cerignola war von 1993 bis 2005 und ist seit 2017 wieder ein Wahlkreis (italienisch collegio elettorale) für die Wahl der Abgeordnetenkammer.

## Von 1993 bis 2005

### Wahlkreisgebiet
Der Wahlkreis umfasste 15 Gemeinden (Accadia, Anzano di Puglia, Ascoli Satriano, Candela, Carapelle, Castelluccio dei Sauri, Cerignola, Deliceto, Monteleone di Puglia, Ordona, Orta Nova, Rocchetta Sant’Antonio, Sant’Agata di Puglia, Stornara und Stornarella).

### Wahlergebnisse

#### Parlamentswahl 1994

##### Direktstimmen
| Kandidaten               | Kandidaten              | Parteien                                          | Stimmen | %    |
| ------------------------ | ----------------------- | ------------------------------------------------- | ------- | ---- |
|                          | Francesco Bonitogewählt | Progressisti                                      | 26.301  | 40,3 |
|                          | Domenico Farina         | Polo del Buon Governo (FI – AN – CCD – UdC – PLD) | 25.003  | 38,3 |
|                          | Michele Pastore         | Patto per l’Italia                                | 8.575   | 13,1 |
|                          | Gerardo Cialdella       | Solidarietà e Progresso                           | 2.764   | 4,2  |
|                          | Gerardo Basilico        | Socialdemocrazia per le Libertà                   | 2.634   | 4,0  |
| Gesamt                   | Gesamt                  | Gesamt                                            | 65.277  | 100  |
|                          |                         |                                                   |         |      |
| Ungültige Stimmen        | Ungültige Stimmen       | Ungültige Stimmen                                 | 6.438   | 9,0  |
| Wähler                   | Wähler                  | Wähler                                            | 71.715  | 79,1 |
| Wahlberechtigte          | Wahlberechtigte         | Wahlberechtigte                                   | 90.619  |      |
|                          |                         |                                                   |         |      |
| Quelle: Innenministerium |                         |                                                   |         |      |

##### Listenstimmen
| Parteien                             | Parteien                        | Parteien                           | Stimmen | %    |
| ------------------------------------ | ------------------------------- | ---------------------------------- | ------- | ---- |
|                                      | Progressisti                    | Partito Democratico della Sinistra | 18.411  | 28,2 |
| Partito della Rifondazione Comunista | Progressisti                    | 6.151                              | 9,4     |      |
| Partito Socialista Italiano          | Progressisti                    | 1.978                              | 3,0     |      |
| Federazione dei Verdi                | Progressisti                    | 708                                | 1,1     |      |
| Alleanza Democratica                 | Progressisti                    | 574                                | 0,9     |      |
| La Rete                              | Progressisti                    | 393                                | 0,6     |      |
| ↳ Gesamt                             | Progressisti                    | 28.215                             | 43,2    |      |
|                                      | Polo del Buon Governo           | Alleanza Nazionale                 | 19.548  | 29,9 |
|                                      | Patto per l’Italia              | Partito Popolare Italiano          | 8.138   | 12,5 |
| Patto Segni                          | Patto per l’Italia              | 2.997                              | 4,6     |      |
| ↳ Gesamt                             | Patto per l’Italia              | 11.135                             | 17,1    |      |
|                                      | Programma Italia                | Programma Italia                   | 1.834   | 2,8  |
|                                      | Socialdemocrazia per le Libertà | Socialdemocrazia per le Libertà    | 1.621   | 2,5  |
|                                      | Lista Marco Pannella            | Lista Marco Pannella               | 1.477   | 2,3  |
|                                      | Solidarietà e Progresso         | Solidarietà e Progresso            | 577     | 0,9  |
|                                      | Alleanza Popolare               | Alleanza Popolare                  | 348     | 0,5  |
|                                      | Lega d’Azione Meridionale       | Lega d’Azione Meridionale          | 200     | 0,3  |
|                                      | Utopia                          | Utopia                             | 85      | 0,1  |
|                                      | Democrazia e Solidarietà        | Democrazia e Solidarietà           | 84      | 0,1  |
|                                      | Unione Popolare                 | Unione Popolare                    | 81      | 0,1  |
|                                      | Alleanza di Programma           | Alleanza di Programma              | 61      | 0,1  |
|                                      | Rinascita Salentina             | Rinascita Salentina                | 39      | 0,1  |
| Gesamt                               | Gesamt                          | Gesamt                             | 65.305  | 100  |
|                                      |                                 |                                    |         |      |
| Ungültige Stimmen                    | Ungültige Stimmen               | Ungültige Stimmen                  | 6.410   | 8,9  |
| Wähler                               | Wähler                          | Wähler                             | 71.715  | 79,1 |
| Wahlberechtigte                      | Wahlberechtigte                 | Wahlberechtigte                    | 90.619  |      |
|                                      |                                 |                                    |         |      |
| Quelle: Innenministerium             |                                 |                                    |         |      |

#### Parlamentswahl 1996

##### Direktstimmen
| Kandidaten               | Kandidaten              | Parteien            | Stimmen | %    |
| ------------------------ | ----------------------- | ------------------- | ------- | ---- |
|                          | Francesco Bonitogewählt | L’Ulivo             | 34.475  | 54,1 |
|                          | Giuseppe Moscarella     | Polo per le Libertà | 27.787  | 43,6 |
|                          | Lucio Giuliani          | Mani Pulite         | 1.462   | 2,3  |
| Gesamt                   | Gesamt                  | Gesamt              | 63.724  | 100  |
|                          |                         |                     |         |      |
| Ungültige Stimmen        | Ungültige Stimmen       | Ungültige Stimmen   | 6.113   | 8,8  |
| Wähler                   | Wähler                  | Wähler              | 69.837  | 75,3 |
| Wahlberechtigte          | Wahlberechtigte         | Wahlberechtigte     | 92.693  |      |
|                          |                         |                     |         |      |
| Quelle: Innenministerium |                         |                     |         |      |

##### Listenstimmen
| Parteien                                          | Parteien                             | Parteien                             | Stimmen | %    |
| ------------------------------------------------- | ------------------------------------ | ------------------------------------ | ------- | ---- |
|                                                   | Polo per le Libertà                  | Alleanza Nazionale                   | 13.103  | 20,5 |
| Forza Italia                                      | Polo per le Libertà                  | 11.467                               | 17,9    |      |
| CCD – CDU                                         | Polo per le Libertà                  | 4.312                                | 6,7     |      |
| ↳ Gesamt                                          | Polo per le Libertà                  | 28.882                               | 45,1    |      |
|                                                   | L’Ulivo                              | Partito Democratico della Sinistra   | 19.026  | 29,7 |
| Popolari per Prodi (PPI – SVP – PRI – UD – Prodi) | L’Ulivo                              | 3.256                                | 5,1     |      |
| Rinnovamento Italiano                             | L’Ulivo                              | 2.577                                | 4,0     |      |
| Federazione dei Verdi                             | L’Ulivo                              | 537                                  | 0,8     |      |
| ↳ Gesamt                                          | L’Ulivo                              | 25.396                               | 39,7    |      |
|                                                   | Partito della Rifondazione Comunista | Partito della Rifondazione Comunista | 6.285   | 9,8  |
|                                                   | Fiamma Tricolore                     | Fiamma Tricolore                     | 885     | 1,4  |
|                                                   | Partito Socialista                   | Partito Socialista                   | 821     | 1,3  |
|                                                   | Gruppo Indipendente Libertà          | Gruppo Indipendente Libertà          | 717     | 1,1  |
|                                                   | Lista Pannella – Sgarbi              | Lista Pannella – Sgarbi              | 542     | 0,8  |
|                                                   | Mani Pulite                          | Mani Pulite                          | 253     | 0,4  |
|                                                   | Ambientalisti                        | Ambientalisti                        | 145     | 0,2  |
|                                                   | Lega d’Azione Meridionale            | Lega d’Azione Meridionale            | 102     | 0,2  |
| Gesamt                                            | Gesamt                               | Gesamt                               | 64.028  | 100  |
|                                                   |                                      |                                      |         |      |
| Ungültige Stimmen                                 | Ungültige Stimmen                    | Ungültige Stimmen                    | 5.809   | 8,3  |
| Wähler                                            | Wähler                               | Wähler                               | 69.837  | 75,3 |
| Wahlberechtigte                                   | Wahlberechtigte                      | Wahlberechtigte                      | 92.693  |      |
|                                                   |                                      |                                      |         |      |
| Quelle: Innenministerium                          |                                      |                                      |         |      |

#### Parlamentswahl 2001

##### Direktstimmen
| Kandidaten               | Kandidaten              | Parteien           | Stimmen | %    |
| ------------------------ | ----------------------- | ------------------ | ------- | ---- |
|                          | Francesco Bonitogewählt | L’Ulivo            | 30.928  | 46,0 |
|                          | Salvatore Tatarella     | Casa delle Libertà | 30.269  | 45,0 |
|                          | Pasquale Monopoli       | Democrazia Europea | 1.982   | 2,9  |
|                          | Luigi Zelano            | Lista Di Pietro    | 1.979   | 2,9  |
|                          | Mauro Sportelli         | Fiamma Tricolore   | 1.170   | 1,7  |
|                          | Filippo Longo           | Lista Emma Bonino  | 923     | 1,4  |
| Gesamt                   | Gesamt                  | Gesamt             | 67.251  | 100  |
|                          |                         |                    |         |      |
| Ungültige Stimmen        | Ungültige Stimmen       | Ungültige Stimmen  | 5.391   | 7,4  |
| Wähler                   | Wähler                  | Wähler             | 72.642  | 77,1 |
| Wahlberechtigte          | Wahlberechtigte         | Wahlberechtigte    | 94.192  |      |
|                          |                         |                    |         |      |
| Quelle: Innenministerium |                         |                    |         |      |

##### Listenstimmen
| Parteien                               | Parteien                             | Parteien                             | Stimmen | %    |
| -------------------------------------- | ------------------------------------ | ------------------------------------ | ------- | ---- |
|                                        | Casa delle Libertà                   | Forza Italia                         | 14.741  | 22,1 |
| Alleanza Nazionale                     | Casa delle Libertà                   | 13.791                               | 20,6    |      |
| CCD – CDU                              | Casa delle Libertà                   | 1.405                                | 2,1     |      |
| Nuovo PSI                              | Casa delle Libertà                   | 806                                  | 1,2     |      |
| ↳ Gesamt                               | Casa delle Libertà                   | 30.743                               | 46,0    |      |
|                                        | L’Ulivo                              | Democratici di Sinistra              | 13.368  | 20,0 |
| La Margherita (Dem – PPI – RI – Udeur) | L’Ulivo                              | 8.918                                | 13,4    |      |
| Il Girasole (FdV – SDI)                | L’Ulivo                              | 1.022                                | 1,5     |      |
| Partito dei Comunisti Italiani         | L’Ulivo                              | 1.010                                | 1,5     |      |
| ↳ Gesamt                               | L’Ulivo                              | 24.318                               | 36,4    |      |
|                                        | Partito della Rifondazione Comunista | Partito della Rifondazione Comunista | 5.154   | 7,7  |
|                                        | Lista Di Pietro                      | Lista Di Pietro                      | 2.937   | 4,4  |
|                                        | Democrazia Europea                   | Democrazia Europea                   | 1.513   | 2,3  |
|                                        | Fiamma Tricolore                     | Fiamma Tricolore                     | 995     | 1,5  |
|                                        | Lista Emma Bonino                    | Lista Emma Bonino                    | 950     | 1,4  |
|                                        | Lega d’Azione Meridionale            | Lega d’Azione Meridionale            | 114     | 0,2  |
|                                        | Paese Nuovo                          | Paese Nuovo                          | 50      | 0,1  |
|                                        | Abolizione Scorporo                  | Abolizione Scorporo                  | 15      | 0,0  |
| Gesamt                                 | Gesamt                               | Gesamt                               | 66.789  | 100  |
|                                        |                                      |                                      |         |      |
| Ungültige Stimmen                      | Ungültige Stimmen                    | Ungültige Stimmen                    | 5.853   | 8,1  |
| Wähler                                 | Wähler                               | Wähler                               | 72.642  | 77,1 |
| Wahlberechtigte                        | Wahlberechtigte                      | Wahlberechtigte                      | 94.192  |      |
|                                        |                                      |                                      |         |      |
| Quelle: Innenministerium               |                                      |                                      |         |      |

## Von 2017 bis 2020

### Wahlkreisgebiet
Der Wahlkreis umfasste Gemeinden: 

### Wahlergebnisse

#### Parlamentswahl 2018
| Kandidaten               | Kandidaten           | Stimmen | %    | Listen                              | Stimmen | %    |
| ------------------------ | -------------------- | ------- | ---- | ----------------------------------- | ------- | ---- |
|                          | Antonio Tassogewählt | 50.491  | 43,8 | Movimento 5 Stelle                  | 50.491  | 43,8 |
|                          | Giacomo Diego Gatta  | 39.536  | 34,3 | Forza Italia                        | 25.055  | 21,7 |
| Lega                     | Giacomo Diego Gatta  | 39.536  | 34,3 | 7.763                               | 6,7     |      |
| Fratelli d’Italia        | Giacomo Diego Gatta  | 39.536  | 34,3 | 4.386                               | 3,8     |      |
| Noi con l’Italia – UDC   | Giacomo Diego Gatta  | 39.536  | 34,3 | 2.332                               | 2,0     |      |
|                          | Michele Bordo        | 19.718  | 17,1 | Partito Democratico                 | 17.140  | 14,9 |
| Civica Popolare          | Michele Bordo        | 19.718  | 17,1 | 1.448                               | 1,3     |      |
| +Europa                  | Michele Bordo        | 19.718  | 17,1 | 811                                 | 0,7     |      |
| Italia Europa Insieme    | Michele Bordo        | 19.718  | 17,1 | 319                                 | 0,3     |      |
|                          | Michela D’Onofrio    | 2.431   | 2,1  | Liberi e Uguali                     | 2.431   | 2,1  |
|                          | Giuseppe Terlizzi    | 839     | 0,7  | Il Popolo della Famiglia            | 839     | 0,7  |
|                          | Savino Franzi        | 664     | 0,6  | Potere al Popolo!                   | 664     | 0,6  |
|                          | Giuseppe Prencipe    | 543     | 0,5  | Italia agli Italiani (FT – FN)      | 543     | 0,5  |
|                          | Matteo Tricarico     | 431     | 0,4  | CasaPound Italia                    | 431     | 0,4  |
|                          | Giuseppe Custode     | 392     | 0,3  | Partito Valore Umano                | 392     | 0,3  |
|                          | Feliciano Lorusso    | 149     | 0,1  | 10 Volte Meglio                     | 149     | 0,1  |
|                          | Annamaria Tiritiello | 66      | 0,1  | Partito Repubblicano Italiano – ALA | 66      | 0,1  |
| Gesamt                   | Gesamt               | 115.260 | 100  |                                     | 115.260 | 100  |
|                          |                      |         |      |                                     |         |      |
| Ungültige Stimmen        | Ungültige Stimmen    | 3.309   | 2,8  |                                     |         |      |
| Wähler                   | Wähler               | 118.569 | 65,7 |                                     |         |      |
| Wahlberechtigte          | Wahlberechtigte      | 180.490 |      |                                     |         |      |
|                          |                      |         |      |                                     |         |      |
| Quelle: Innenministerium |                      |         |      |                                     |         |      |

## Seit 2020

### Wahlkreisgebiet
| Wahlkreise – Camera dei deputati – Apulien | Wahlkreise – Camera dei deputati – Apulien   | Wahlkreise – Camera dei deputati – Apulien                         |
| Provinz                                    | Provinz                                      | Gemeinden nach Provinzen ⮞ Wahlkreis                               |
| ------------------------------------------ | -------------------------------------------- | ------------------------------------------------------------------ |
|                                            | Metropolitanstadt Bari (41 Gemeinden)        | 9 ⮞ Wahlkreis Bari 17 ⮞ Wahlkreis Molfetta 15 ⮞ Wahlkreis Altamura |
|                                            | Provinz Barletta-Andria-Trani (10 Gemeinden) | 7 ⮞ Wahlkreis Andria 3 ⮞ Wahlkreis Cerignola                       |
|                                            | Provinz Brindisi (20 Gemeinden)              | alle ⮞ Wahlkreis Brindisi                                          |
|                                            | Provinz Foggia (61 Gemeinden)                | 39 ⮞ Wahlkreis Foggia 22 ⮞ Wahlkreis Cerignola                     |
|                                            | Provinz Lecce (96 Gemeinden)                 | 30 ⮞ Wahlkreis Lecce 66 ⮞ Wahlkreis Galatina                       |
|                                            | Provinz Tarent (29 Gemeinden)                | 22 ⮞ Wahlkreis Tarent 7 ⮞ Wahlkreis Altamura                       |

Der Wahlkreis umfasst 25 Gemeinden:
- 22 Gemeinden der Provinz Foggia;
- 3 Gemeinden der Provinz Barletta-Andria-Trani.

### Wahlergebnisse

#### Parlamentswahl 2022
| Kandidaten                          | Kandidaten                 | Stimmen | %    | Listen                                                  | Stimmen | %    |
| ----------------------------------- | -------------------------- | ------- | ---- | ------------------------------------------------------- | ------- | ---- |
|                                     | Giacomo Diego Gattagewählt | 49.800  | 39,9 | Fratelli d’Italia                                       | 24.014  | 19,2 |
| Forza Italia                        | Giacomo Diego Gattagewählt | 49.800  | 39,9 | 17.865                                                  | 14,3    |      |
| Lega per Salvini Premier            | Giacomo Diego Gattagewählt | 49.800  | 39,9 | 6.916                                                   | 5,5     |      |
| Noi Moderati                        | Giacomo Diego Gattagewählt | 49.800  | 39,9 | 1.005                                                   | 0,8     |      |
|                                     | Fabrizio Marrazzo          | 42.249  | 33,8 | Movimento 5 Stelle                                      | 42.249  | 33,8 |
|                                     | Raffaele Piemontese        | 25.783  | 20,6 | Partito Democratico – Italia Democratica e Progressista | 20.732  | 16,6 |
| +Europa                             | Raffaele Piemontese        | 25.783  | 20,6 | 2.771                                                   | 2,2     |      |
| Alleanza Verdi e Sinistra           | Raffaele Piemontese        | 25.783  | 20,6 | 1.569                                                   | 1,3     |      |
| Impegno Civico – Centro Democratico | Raffaele Piemontese        | 25.783  | 20,6 | 711                                                     | 0,6     |      |
|                                     | Chiara D’Errico            | 3.521   | 2,8  | Azione – Italia Viva                                    | 3.521   | 2,8  |
|                                     | Francesco Ferraro          | 1.465   | 1,2  | Italexit per l’Italia                                   | 1.465   | 1,2  |
|                                     | Michele Del Sordo          | 1.100   | 0,9  | Unione Popolare                                         | 1.100   | 0,9  |
|                                     | Anna Chiara Fraccacreta    | 953     | 0,8  | Italia Sovrana e Popolare                               | 953     | 0,8  |
| Gesamt                              | Gesamt                     | 124.871 | 100  |                                                         | 124.871 | 100  |
|                                     |                            |         |      |                                                         |         |      |
| Ungültige Stimmen                   | Ungültige Stimmen          | 4.579   | 3,5  |                                                         |         |      |
| Wähler                              | Wähler                     | 129.450 | 50,7 |                                                         |         |      |
| Wahlberechtigte                     | Wahlberechtigte            | 255.435 |      |                                                         |         |      |
|                                     |                            |         |      |                                                         |         |      |
| Quelle: Innenministerium            |                            |         |      |                                                         |         |      |